# Hòa Thạc Khác Tĩnh Công chúa
Hòa Thạc Khác Tĩnh Công chúa (chữ Hán: 和硕悫靖公主, 1689 - 1736), Công chúa nhà Thanh, Hoàng nữ thứ 14 của Khang Hi Đế, xếp thứ tự là Cửu công chúa.

## Cuộc sống
Hòa Thạc Khác Tĩnh Công chúa sinh vào ngày 7 tháng 12 (âm lịch) năm Khang Hi thứ 28 (1689), sinh mẫu là Quý nhân Viên thị lúc đó còn là Thường tại.
Năm Khang Hi thứ 45 (1706), bà được phong Hòa Thạc Khác Tĩnh Công chúa, gả cho Tán trật Đại thần kiêm Nhất đẳng nam Tôn Thừa Vận (孙承运)-cháu ngoại của Ngao Hán Công chúa . Bà là Công chúa duy nhất của Khang Hi Đế gả cho người Hán.
Trong suốt triều Thanh, cũng chỉ có 4 vị Công chúa được gả cho người Hán: Thái Tông thập tứ nữ Hòa Thạc Khác Thuần Trưởng Công chúa gả cho Ngô Ứng Hùng - con trai của Bình Tây vương Ngô Tam Quế, Thế Tổ dưỡng nữ Hòa Thạc Hòa Thuận Công chúa gả cho Thượng Chi Long - chất tử của Bình Nam vương Thượng Khả Hỉ, Thế Tổ dưỡng nữ Hòa Thạc Nhu Gia Công chúa gả cho Cảnh Tụ Trung - cháu nội của Tĩnh Nam vương Cảnh Trọng Minh, và bản thân Hòa Thạc Khác Tĩnh Công chúa.
Năm Khang Hi thứ 58 (1719), Ngạch phò Tôn Thừa Vận qua đời.
Năm thứ 61 (1722), tháng 1, trưởng nữ của Dận Tự được phong Quận quân, gả cho Tôn Ngũ Phúc, con trai của bà.
Năm Càn Long nguyên niên (1736), tháng 11, bà qua đời, thọ 48 tuổi.

## Gia đình

### Ngạch phò
Tôn Thừa Vận (? - 1719), thuộc Hán quân Chính Bạch kỳ, là con trai của Danh tướng Tôn Tư Khắc, sinh mẫu là con gái của Cố Luân Ngao Hán Công chúa. Cũng đồng nghĩa với việc, Cửu Ngạch phò mang huyết thống của cả Mãn - Mông - Hán. Đây có lẽ cũng là một phần nguyên nhân ông được Khang Hi Đế tuyển làm Ngạch phò.
Năm Khang Hi thứ 39 (1700), Tôn Tư Khắc qua đời, Tôn Thừa Vận tập phong Nhất đẳng Nam kiêm Nhất vân Kỵ úy (Nhất đẳng A Tư Cáp Ni Cáp Phiên kiêm Tha Sa Lạt Cáp Phiên), sau nhậm Tán trật Đại thần.
Năm Khang Hi thứ 45 (1706), cưới Hòa Thạc Khác Tĩnh Công chúa.
Trong những năm Khang Hi, Cửu Ngạch phò cùng Cửu Công chúa thường xuyên bồi đồng Khang Hi Đế và Thái hậu xuất tuần hoặc thu vây. Một lần tại Thừa Đức, Khang Hi Đế đặc biệt ban thưởng cho Cửu Ngạch phò rất nhiều dê, bò, ngựa, lại nghĩ đến người Hán không tiện nuôi thả, đặc biệt săn sóc an bài 4 viện lớn để nuôi dưỡng. Có thể thấy được, những cuối đời, Khang Hi Đế đối với con gái cùng con rể duy nhất còn ở bên người đặc biệt chiếu cố.
Năm thứ 58 (1719), Tôn Thừa Vận mất, tước vị do em trai là Tôn Thừa Ân tập.

### Con trai
Tôn Ngũ Phúc (孙五福), Đô thống Hán quân Tương Hồng kỳ. Đích thê là Quận quân, trưởng nữ của Liêm Thân vương Dận Tự, do đó được phong Đa La Ngạch phò.
- Trong "Khang Hi triều Mãn văn chu phê tấu chiết toàn tịch"[1] có ghi chép lại chiết của Lễ bộ Thượng thư Lại Đô tấu báo việc định hôn của con gái Bát A ca:

| “ | 康熙六十一年正月十八日 礼部尚书赖都等谨奏: 为请旨事. 准总管内务府来文称: 康熙六十一年正月初一日, 哈哈珠塞太监陈福传旨: 谕乾清门侍卫勒希痕, 御前侍卫佛伦, 都统马五: 初二日吉日, 指将八阿哥女指配九公主之子. 钦此钦遵. 咨行到部. 此格格封为何衔格格, 请皇上指示. 俟奉旨后, 初定筵席日期, 交钦天监衙门查阅. 进献聘礼之处依例议奏可也. 为此谨奏. 请旨. ... 朱批: 多罗格格. . Khang Hi lục thập nhất niên chính nguyệt thập bát nhật Lễ bộ thượng thư lại đô đẳng cẩn tấu: Vi thỉnh chỉ sự. Chuẩn Tổng quản Nội vụ phủ lai văn xưng: Khang Hi lục thập nhất niên chính nguyệt sơ nhất nhật, Cáp cáp châu tắc Thái giám Trần Phúc truyện chỉ: Dụ Càn Thanh môn Thị vệ Lặc Hi Ngân, Ngự tiền Thị vệ Phật Luân, Đô thống Mã Ngũ: Sơ nhị nhật cát nhật, chỉ tương Bát a ca (chi) nữ chỉ phối Cửu Công chúa chi tử. Khâm thử khâm tuân. Tư hành đáo bộ. Thử cách cách phong vi hà hàm Cách cách, thỉnh hoàng thượng chỉ kỳ. Sĩ phụng chỉ hậu, sơ định diên tịch nhật kỳ, giao Khâm Thiên Giám nha môn tra duyệt. Tiến hiến sính lễ chi xử y lệ nghị tấu khả dã. Vi thử cẩn tấu. Thỉnh chỉ. ..... Chu phê: Đa la Cách cách. | ” |

Hậu duệ
- Con trai:
  1. Tá lĩnh Tôn Duy Linh (孙惟精).
    - Con trai: Tôn Khánh Thành (孙庆成, ? - 1812), được phong hiệu Tích Lang A Ba đồ lỗ, Thái tử Thái bảo. Từng nhậm Phúc Châu Tướng quân, Đô thống Hán quân Chính Hoàng kỳ, Hộ bộ Hữu Thị lang, Chính Hoàng kỳ Hộ quân Thống lĩnh.

  2. Tôn Duy Nhất (孙惟一, ? - 1774). Từng nhậm qua Lam linh Thị vệ, Tổng binh, Hồ Nam phủ tiêu Tham tướng, Hồ Bắc phủ tiêu trung quân Tham tướng, Công Châu trấn Tổng đốc.
    - Con trai: Tôn Khánh Tường (孙庆长), Nhất đẳng Nam kiêm Nhất vân Kỵ úy, Phó Đô thống Chính Hoàng kỳ của Hán quân và Mông Cổ.
      - Con trai: Tôn Thuyên Thọ (孙佺寿). Đích thê là Ái Tân Giác La thị, trưởng nữ của Trấn quốc công Tái Chiêu - tằng tôn của Vinh Thuần Thân vương Vĩnh Kỳ, con trai của Bối lặc Dịch Hội.

    - Con gái: Gả cho Thụy Thần (瑞臣), tằng tôn của Dận Tự, con trai của Túc Anh Ngạch (肃英额).
- Con gái:
  1. Trưởng nữ, gả cho Khinh xa Đô úy Thượng Duy Thăng (尚维升), hậu duệ của Thượng Khả Hỉ.